# Castelpagano
Castelpagano é uma comuna italiana da região da Campania, província de Benevento, com cerca de 1.695 habitantes. Estende-se por uma área de 38 km², tendo uma densidade populacional de 45 hab/km². Faz fronteira com Cercemaggiore (CB), Circello, Colle Sannita, Riccia (CB), Santa Croce del Sannio.

## Demografia
| Variação demográfica do município entre 1861 e 2011                               |
|                                                                                   |
| Fonte: Istituto Nazionale di Statistica (ISTAT) - Elaboração gráfica da Wikipedia |